# Josep Valls i Pla
Josep Valls i Pla (Badalona, ca. 1935-Alella, 20 de maig de 2021) va ser un pastisser i activista català, conegut per haver estat l'impulsor i líder del moviment per salvar el Pont del Petroli de Badalona, a banda d'altres iniciatives per reclamar millores urbanístiques.
Valls era d'origen canareu, i va ser pastisser de professió, amb establiment obert al carrer de Sant Vicenç, al barri de Morera de Badalona. Va iniciar la seva tasca com a activista durant el mandat de l'alcalde Joan Blanch i Rodríguez, reclamant millores com l'asfaltat del seu carrer, la millora de la comunicació entre els instituts de la zona o, més tard, la reconstrucció d'unes escales al carrer de Sant Anastasi, que comunicaven amb la Via Augusta. Era conegut sobretot per la seva tossuderia, de fet sovint presentava instàncies cada dia, i davant de la inacció de l'Ajuntament, ell mateix acabava fent algunes de les obres, tals com l'asfaltació del carrer de Sant Vicenç. També va ser l'artífex de l'agermanament de Badalona amb Alcanar.
A finals de segle xx, va fundar el partit polític Lloc Espai Independent (LLEI), que es va presentar per primera vegada a les eleccions el 1999, i ho va fer durant quatre convocatòries més. Tanmateix, mai va obtenir representació.
El 2001 es va fer molt conegut com l'impulsor i líder del moviment ciutadà per salvar el Pont del Petroli, un antic pantalà de la CAMPSA, que estava abandonat, l'enderroc del qual estava previst per part del consistori, presidit per Maite Arqué, en un moment de transformació del front marítim badaloní, on antigament hi havia hagut moltes indústries. Era habitual que es passegés una quantes hores al dia amb una pancarta demanant el no a l'enderroc. Posteriorment se li van unir un grup de submarinistes i ecologistes, quan es va descobrir el ric ecosistema que hi havia en els pilars del pont, així com historiadors, que van senyalar la singularitat arquitectònica del pont dintre del patrimoni industrial català. Finalment, va convèncer els partits polítics del consistori, que va demanar la propietat del pont a l'estat.
Després de la recuperació i inauguració del pont, el 13 de juny de 2009, l'antic pantalà es va convertir en un dels indrets més coneguts de la ciutat i un dels més fotografiats. El 2011, la seva tasca va ser reconeguda amb el premi Badaloní de l'Any, i el 2012 l'Ajuntament va col·locar una placa commemorativa a l'entrada del Pont del Petroli. Va morir el 20 de maig de 2021 amb 86 anys en una residència d'Alella, on va residir els darrers anys de la seva vida. El funeral es va celebrar al Tanatori de Badalona.